# Голбрук (Нью-Йорк)
Голбрук (англ. Holbrook) — переписна місцевість (CDP) в США, в окрузі Саффолк штату Нью-Йорк. Населення — 26 487 осіб (2020).

## Географія
Голбрук розташований за координатами 40°47′40″ пн. ш. 73°4′15″ зх. д. / 40.79444° пн. ш. 73.07083° зх. д. (40.794332, -73.070696).  За даними Бюро перепису населення США в 2010 році переписна місцевість мала площу 18,60 км², уся площа — суходіл.

## Демографія
Згідно з переписом 2010 року, у переписній місцевості мешкало 27 195 осіб у 9550 домогосподарствах у складі 7284 родин. Густота населення становила 1462 особи/км².  Було 9820 помешкань (528/км²).
Расовий склад населення:
| - 91,7 % — білих - 3,7 % — азіатів - 1,6 % — чорних або афроамериканців - 0,1 % — корінних американців - 1,5 % — осіб інших рас |

До двох чи більше рас належало 1,4 %. Частка іспаномовних становила 8,5 % від усіх жителів.
За віковим діапазоном населення розподілялося таким чином: 23,0 % — особи молодші 18 років, 65,0 % — особи у віці 18—64 років, 12,0 % — особи у віці 65 років та старші. Медіана віку мешканця становила 40,1 року. На 100 осіб жіночої статі у переписній місцевості припадало 93,2 чоловіків;  на 100 жінок у віці від 18 років та старших — 91,5 чоловіків також старших 18 років.
Середній дохід на одне домашнє господарство  становив 114 647 доларів США (медіана — 98 878), а середній дохід на одну сім'ю — 125 834 долари (медіана — 110 360). Медіана доходів становила 65 505 доларів для чоловіків та 53 053 долари для жінок. За межею бідності перебувало 2,7 % осіб, у тому числі 1,2 % дітей у віці до 18 років та 4,4 % осіб у віці 65 років та старших.
Цивільне працевлаштоване населення становило 14 668 осіб. Основні галузі зайнятості: освіта, охорона здоров'я та соціальна допомога — 25,0 %, роздрібна торгівля — 15,8 %, науковці, спеціалісти, менеджери — 9,6 %, публічна адміністрація — 8,3 %.